# 毛蘭花
毛蘭花（1924年－1981年），河南省长葛县老城镇大赵村人，台灣豫劇演員，曾用名毛鳳麟。師承周海水，與其門下另十七名女弟子合稱「鄭州十八蘭」或「豫劇十八蘭」。1948年移民台灣高雄。

## 生平
她是1950年代和1960年代台灣中華民國空軍業餘豫劇團的台柱，中華民國空軍業餘豫劇團學生班的主要教師。與海軍陸戰隊飛馬豫劇隊的張岫雲，同屬1950年代臺灣最活躍的兩位名伶。
空軍業餘豫劇團1966年在屏東解散後，她自組民營的鳳麟豫劇團在臺灣繼續演唱。
1973年鳳麟豫劇團散班，毛蘭花退出舞台，1981年棄世。
1. ↑  陳芳，嚴立模. . 2003. ISBN 9-570-14932-9.